# Церква Успіння святої Анни (Джурин)
Церква Успіння святої Анни в Джурині — парафія і храм греко-католицької громади Улашківського деканату Бучацької єпархії Української греко-католицької церкви в селі Джурин Чортківського району Тернопільської области.

## Історія церкви
До 1946 року церква, освячена в 1903 році, належала греко-католицькій громаді, а в 1990 році відновила свою діяльність.
Відновлення храму відбулося на базі колишнього костелу, збудованого у 30-х роках XX століття. Після того, як громада відремонтувала його, 22 жовтня 2000 року храм освятив владика Михаїл Сабрига.
На парафії діють спільноти: братство «Апостольство молитви» та спільнота «Матері в молитві». З 2013 року парафія також володіє проборством.

## Парохи
- о. Микола Іванюк (1930—1940)
- о. єпископ Павло Василик, Степан Тихий, Тарас Сеньків (~ 1980-ті)
- о. Петро Дячок (1990—2004)
- о. Борис Стасюк
- о. Володимир Шуляр
- о. Михайло Дмитрик — адіміністратор парафії з 2003 року.